# Gières
Gières is een gemeente in het Franse departement Isère (regio Auvergne-Rhône-Alpes). De plaats maakt deel uit van het arrondissement Grenoble. In de gemeente ligt spoorwegstation Grenoble-Universités-Gières. Gières telde op 1 januari 2022 7.353 inwoners. 

## Geografie
De oppervlakte van Gières bedroeg op 1 januari 2022 6,93 vierkante kilometer; de bevolkingsdichtheid was toen 1.061 inwoners per km².

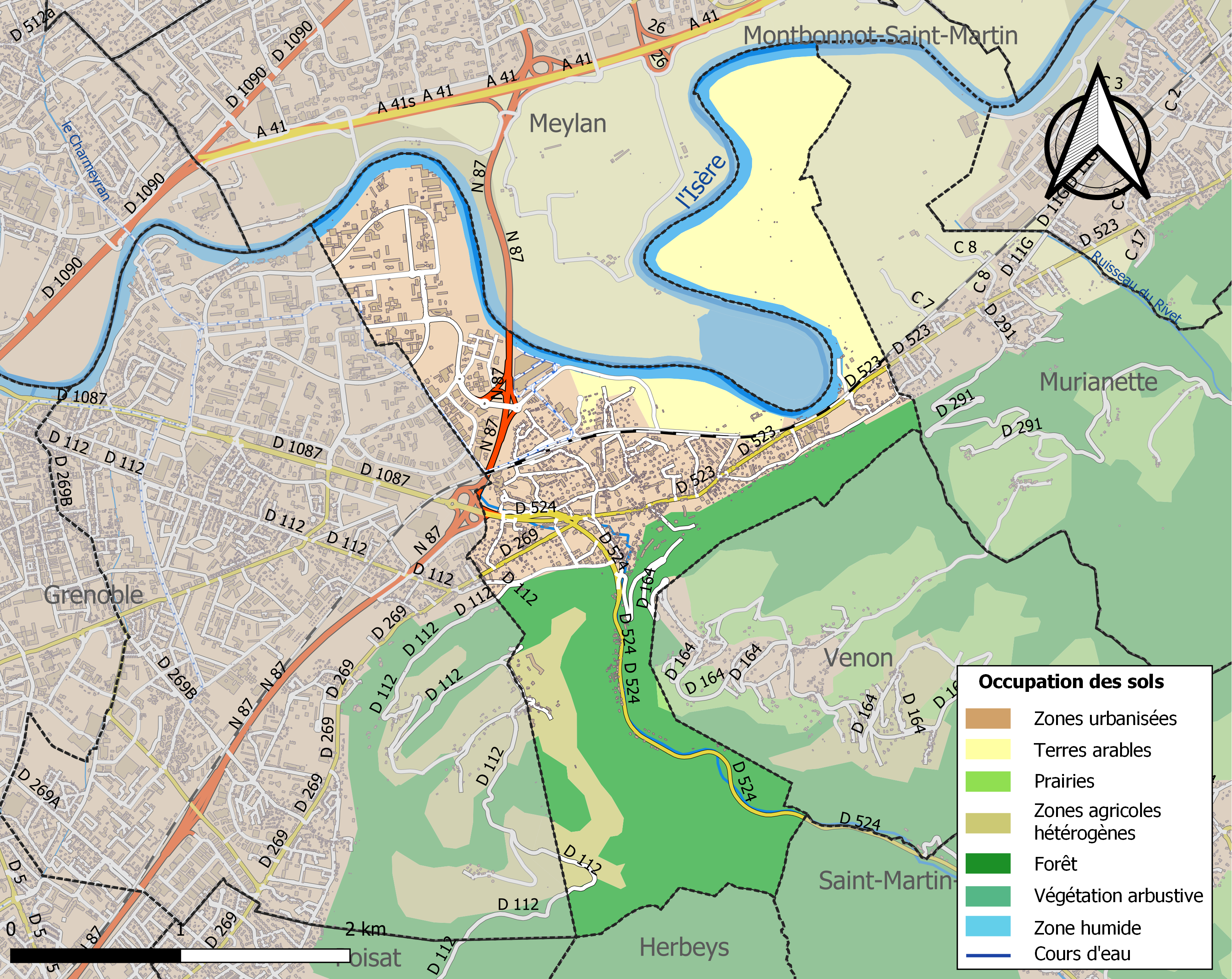
Kaart van de gemeente met de belangrijkste infrastructuur, bodemgebruik en omliggende gemeenten

## Demografie
Onderstaande figuur toont het verloop van het inwonertal (bron: INSEE-tellingen).